# Armageddon (группа)
Armageddon — шведская рок-группа, игравшая пауэр-метал (раньше — мелодичный дэт-метал). Основана Кристофером Эмоттом из Arch Enemy в 1997 году. На настоящий момент группа выпустила четыре альбома.

## История
Собравшись в городе Хальмстад, Швеция в 1997 году по инициативе Кристофера Эмотта, Армагеддон начал свой творческий путь. В проект были приглашены барабанщик Петер Вильдур (Peter Wildoer), басист Мартин Бенгтссон (Martin Bengtsson) и вокалист Йонас Нюрен (Jonas Nyrén).
В 1997 году группа записала свой дебютный альбом Crossing the Rubicon одновременно на двух студиях — на ныне несуществующей W.A.R. records в Европе и на Toy’s Factory Records в Японии. Этот альбом, считающийся многими концептуальным, получил хорошие отзывы музыкальных критиков и фанов. Crossing the Rubicon в основном ориентирован на мелодический дэт-метал, но также включает инструментальные вставки и специальные эффекты между композициями. Альбом был издан в Европе той же фирмой, на которой был выпущен первый альбом Arch Enemy, но вскоре после этого фирма прекратила свою деятельность, поэтому сегодня Crossing the Rubicon — настоящий раритет. На настоящий момент данный альбом больше не был переиздан где-либо вне Европы или Японии.
Вскоре после релиза Crossing the Rubicon Петер Вильдур и Мартин Бенгтссон присоединились к Arch Enemy для записи альбома Stigmata в 1998 году. Кристофер полностью посвятил себя работе в Arch Enemy, и проект Armageddon был забыт на целых три года. Только в 2000 году наконец-то появился второй альбом коллектива — Embrace the Mystery, записанный в Японии на Toy’s Factory Records. В нём поучаствовали такие музыканты, как вокалист Рикард Бенгтссон (Rickard Bengtsson) из Last Tribe и басист Дик Лёвгрен (Dick Lövgren) из Meshuggah, а также новый барабанщик Arch Enemy Даниэль Эрландссон (Daniel Erlandsson). В новом альбоме акцент был поставлен на более мелодичный метал, в нём прослеживаются классические риффы, гармонии и чистый вокал.
В 2002 году Armageddon вновь напомнили о себе, выпустив третий альбом с символическим названием Three, что намекало не только на его порядковый номер, но и на количество музыкантов, участвовавших в записи. В этот раз обязанности вокалиста взял на себя сам Кристофер Эмотт, а новым участником проекта стал Тобиас Густафссон (Tobias Gustafsson) из Eucharist. Альбом был издан исключительно в Японии фирмой Toy’s Factory и почти полностью был ориентирован на чистый пауэр-метал.

## Нынешний состав
- Кристофер Эмотт – гитара (1997, 2000, 2002, 2012–н.в.), вокал (2002)
- Джои Концепшн – гитара (2014–н.в.)
- Сара Клаудиус – бас (2014–н.в.)
- Мартон Вересс – ударные (2014–н.в.)
- Энтони Хамалайнен – вокал (2015–н.в.)

## Бывшие участники
- Йонас Нюрен – вокал (1997)
- Мартин Бенгтссон – бас (1997)
- Петер Вильдур – ударные (1997)
- Рикард Бенгтссон – вокал (2000)
- Дик Лёвгрен – бас (2000)
- Даниэль Эрландссон – ударные (2000, 2002)
- Тобиас Густафссон – бас (2002)
- Мэтт Виклунд – гитара (2012–2013)
- Ван Вильямс – ударные (2012–2013)
- Мэтт Холкуист – вокал(2014)

## Дискография
- Crossing the Rubicon (1997)
- Embrace the Mystery (2000)
- Three (2002)
- Captivity & Devourment (2015)